# Maria Natércia Gusmão Pereira

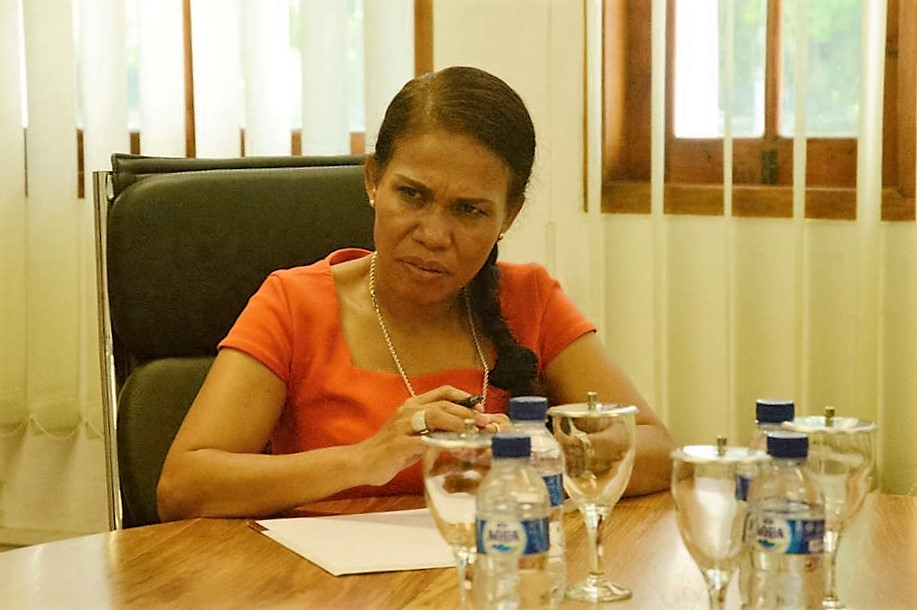
Maria Natércia Gusmão Pereira (2016)

Maria Natércia Gusmão Pereira (* 19. August 1968 in Balibo, Portugiesisch-Timor) ist eine osttimoresische Richterin.

## Werdegang
Gusmão Pereira ging in Maliana zur Sekundarschule und erhielt später ein Stipendium zum Jurastudium auf Bali. Fortbildungen in Recht und in Portugiesisch erhielt sie in Lissabon.
Im Jahr 2000 wurde Gusmão Pereira zum ersten Richter Osttimors ernannt und arbeitete bis 2005 mit den ausländischen Richtern im Special Panels for Serious Crimes (SPSC) des Distriktsgerichts Dili zusammen, zur Aufklärung der Menschenrechtsverletzungen in Osttimor im Umfeld des Unabhängigkeitsreferendum von 1999. Von 2007 bis 2009 war Pereira Interimspräsidentin des Tribunal de Recurso de Timor-Leste (tetum Tribunal de Rekursu, deutsch Berufungsgericht), Osttimors höchstem Gericht, und blieb auch danach weiter beim Berufungsgericht. Als Präsidentin des Berufungsgerichts war sie auch von Amts wegen Präsident des Obersten Rat des Justizwesen. 2014 wurde Gusmão Pereira von der osttimoresischen Regierung als Kandidatin für den Internationalen Strafgerichtshof nominiert.
Von 2015 bis 2016 war sie erneut Interimspräsidentin des Berufungsgericht. Sie vertrat Gerichtspräsident Guilhermino da Silva, der einen Schlaganfall erlitten hatte. Nach Silvas Rückkehr in sein Amt hatte dieser aber weiterhin gesundheitliche Probleme, weshalb er am 24. April 2017 seinen Rücktritt einreichte. Pereira übernahm erneut in Vertretung die Präsidentschaft bis zur Ernennung von Deolindo dos Santos am 28. April.

## Auszeichnungen
2012 erhielt Gusmão Pereira den Ordem de Timor-Leste.